# Wahlen in den Vereinigten Staaten 2008
Die Wahlen in den Vereinigten Staaten 2008 fanden am 4. November statt.
Gewählt wurden:
- der Präsident, siehe hierzu Präsidentschaftswahl in den Vereinigten Staaten 2008
- alle 435 Sitze im Repräsentantenhaus, siehe hierzu Wahl zum Repräsentantenhaus der Vereinigten Staaten 2008
- 35 der 100 Sitze im Senat, siehe Wahl zum Senat der Vereinigten Staaten 2008
- in 11 Staaten wurden die Gouverneursposten neu besetzt, siehe Gouverneurswahlen in den Vereinigten Staaten 2008
- viele Parlamente auf Ebene der Bundesstaaten
- sowie einige Legislativen auf Kommunalebene